# La revolución
A La revolución (’A forradalom’) a Puerto Ricó-i reggaetón-duó, Wisin & Yandel 7. stúdióalbuma. Az album 2009. május 26-án jelent meg a WY Records kiadó alatt. Az albumon közreműködik 50 Cent, Enrique Iglesias, Ivy Queen, Ednita Nazario, Yaviah és Yomo. Az album nagy sikereket ért el az Egyesült Államokban, de a legtöbb albumeladást Latin-Amerikában számolták. Az album megjelent egy bővített kiadásban is, "La revolución: Deluxe Edition" címmel.

## Zenei háttér
Az album Wisin & Yandel régebbi stílusú és hangzású zenéjét idézi fel. Wisin elmondása szerint: "Ez, egy az eredeteinkhez való visszatérés lesz; meglesz mindene."

## Számlista
| #   | Cím                                                     | Hossz |
| --- | ------------------------------------------------------- | ----- |
| 1.  | La revolución                                           | 4:10  |
| 2.  | Quítame el dolor                                        | 3:19  |
| 3.  | Encendío                                                | 3:32  |
| 4.  | Mujeres in the club (featuring 50 Cent)                 | 4:00  |
| 5.  | El que lavo mis pies                                    | 4:29  |
| 6.  | Emociones                                               | 4:04  |
| 7.  | Gracias a ti                                            | 3:52  |
| 8.  | Perfecto (featuring Ivy Queen & Yaviah)                 | 4:22  |
| 9.  | Abusadora                                               | 2:57  |
| 10. | Ella me llama                                           | 4:14  |
| 11. | Yo lo sé                                                | 3:45  |
| 12. | ¿Cómo quieres que te olvide? (featuring Ednita Nazario) | 4:32  |
| 13. | Tú vives en mí                                          | 3:33  |
| 14. | Besos mojados                                           | 4:22  |
| 15. | A donde vamos a parar)                                  | 3:32  |

## Deluxe Edition
Az album "Deluxe" kiadása tartalmazza a La Revolución albumot valamint 4 bónusz számot.

### Bónusz számok
| #   | Cím                                                            | Hossz |
| --- | -------------------------------------------------------------- | ----- |
| 16. | Me estás tentando                                              | 3:48  |
| 17. | Me estás tentando (remix) featuring Franco "El Gorila" & Jayko | 4:22  |
| 18. | Lloro por ti (remix) featuring Enrique Iglesias                | 4:35  |
| 19. | Tiene que pasar                                                | 4:05  |

## La evolución
A La revolución album újrakiadott verziója. Tartalmaz egy második lemezt, valamint egy bónusz DVD-t.